# Amir Abad
Amir Abad é um bairro da cidade de Teerã/Teerão.
A principal artéria dese bairro chama-se Avenida Kargar desde a revolução de 1979 e uma maiores artérias da cidade de Teerã, estende-se desde a estação de caminho-de-ferro de Teerã Sul Rah Ahan até Norte de Amir Abad.
A Organização de Energia Atómica do Irão tem sede neste bairro e a Universidade de Teerão tem aqui algumas faculdades neste bairro (Engenharia, Economia, Medicina), bem como residências universitárias.